# Seksit Srisai
Seksit Srisai (thailändisch เสกสิทธิ์ ศรีใส, * 29. August 1994 in Yasothon) ist ein thailändischer Fußballspieler.

## Karriere
Seksit Srisai erlernte das Fußballspielen in der Jugendakademie des Erstligisten Muangthong United. Hier unterschrieb er 2010 auch seinen ersten Vertrag. In seiner Zeit bei Muangthong wurde er dreimal ausgeliehen. 2010 wurde er an den Drittligisten Phuket FC ausgeliehen. Mit dem Verein wurde er Meister und stieg somit in die Thai Premier League Division 1 auf. RSU FC, ein Zweitligist, lieh in 2012 aus. Nachdem der Verein 2012 den 16. Tabellenplatz belegte, musste er den Weg in die Drittklassigkeit antreten. 2014 wurde er vom Ligakonkurrenten TOT SC aus Bangkok ausgeliehen. Nach Vertragsende bei Muangthong unterschrieb er 2017 einen Vertrag beim Erstligisten BEC Tero Sasana FC. Nach 18 Spielen ging er 2018 zum Zweitligisten Udon Thani FC. Für Udon absolvierte er 18 Spiele. 2019 verpflichtete ihn der Erstligaaufsteiger Trat FC. Für den Klub aus Trat absolvierte er 2019 sieben Erstligaspiele. Anfang 2020 wurde er vom Viertligisten Yasothon FC verpflichtet. Der Verein aus Yasothon spielte in der vierten Liga, der Thai League 4, in der North/Eastern Region. Nach zwei Viertligaspielen verließ er Mitte 2020 Yasothon und ging nach Ayutthaya, wo er sich dem Zweitligisten Ayutthaya United FC anschloss. Für Ayutthaya absolvierte er 24 Zweitligaspiele. Nach der Saison wechselte er im August 2021 zum Zweitligaabsteiger Sisaket FC. Mit dem Verein aus Si Sa KetSisaekt wurde er am Ende der Saison Vizemeister. In den Aufstiegsspielen zur zweiten Liga konnte man sich jedoch nicht durchsetzen. Für Sisaket absolvierte er 21 Ligaspiele. Dabei schoss er elf Tore. Zu Beginn der Saison 2022/23 schloss er sich im Juli 2022 seinem ehemaligen Verein Ayutthaya United FC an. Hier stand er bis Saisonende 2022/23 unter Vertrag und absolvierte 27 Zweitligaspiele. Im Sommer 2023 verpflichtete ihn der ebenfalls in der zweiten Liga spielenden Chiangmai FC. Für den Verein aus Chiang MaiChiangmai bestritt er bis Jahresende sieben Ligaspiele. Nach der Hinrunde wurde sein Vertrag aufgelöst. Nach kurzer Vertragslosigkeit unterschrieb er im Juli 2024 einen Vertrag beim Zweitligisten Kasetsart FC.

## Erfolge
Muangthong United
- Thailändischer Meister: 2016
- Thailändischer Ligapokalsieger: 2016

Phuket FC
- Regional League Division 2 – Southern Region: 2010  ▲